# Ron Backes
Ronald "Ron" Lee Backes (* 19. Februar 1963 in St. Cloud, Minnesota) ist ein ehemaliger US-amerikanischer Leichtathlet, der sich auf das Kugelstoßen spezialisiert hat. Seinen größten Erfolg feierte er mit dem Gewinn der Bronzemedaille bei den Hallenweltmeisterschaften 1991 in Sevilla.

## Sportliche Laufbahn
Ron Backes wuchs in Minnesota auf und absolvierte ein Studium an der University of Minnesota. 1986 wurde er NCAA-Collegemeister und im Jahr darauf belegte er bei den Hallenweltmeisterschaften in Indianapolis mit 20,02 m den sechsten Platz. Im Juli gewann er bei der Sommer-Universiade in Zagreb mit 20,09 m die Bronzemedaille hinter dem Deutschen Klaus Görmer und Wladimir Jarkischin aus der Sowjetunion. Anschließend schied er bei den Weltmeisterschaften in Rom mit 19,34 m in der Qualifikationsrunde aus. 1990 belegte er bei den Goodwill Games in Seattle mit 19,66 m den fünften Platz und im Jahr darauf gewann er bei den Hallenweltmeisterschaften in Sevilla mit 20,06 m die Bronzemedaille hinter dem Schweizer Werner Günthör und Klaus Bodenmüller aus Österreich. Im August belegte er dann bei den Freiluftweltmeisterschaften in Tokio mit 19,34 m im Finale den achten Platz. 1992 nahm er an den Olympischen Sommerspielen in Barcelona teil und gelangte dort mit 19,75 m im Finale auf Rang neun. Daraufhin beendete er seine aktive sportliche Karriere und gab 1996 ein einjähriges Comeback.
1988 wurde Backes US-amerikanischer Hallenmeister im Kugelstoßen.